# Hidaka (miasto)
Hidaka (jap. 日高市 Hidaka-shi) – miasto w Japonii (Honsiu), w prefekturze Saitama. Ma powierzchnię 47,48 km². W 2020 r. mieszkało w nim 54 591 osób, w 22 363 gospodarstwach domowych  (w 2010 r. 57 502 osoby, w 21 201 gospodarstwach domowych).